# Луиза фон Мекленбург-Шверин
Луиза Мария Хелена фон Мекленбург-Шверин (на немски: Luise Marie Helene von Mecklenburg-Schwerin; * 17 май 1824, Шверин; † 9 март 1859, Венеция) е принцеса/херцогиня от великото херцогство Мекленбург-Шверин и чрез женитба принцеса на Виндиш-Грец (в Словен градец Словения).

## Живот
Дъщеря е на велик херцог Павел Фридрих фон Мекленбург-Шверин (1800 – 1842) и съпругата му принцеса Александрина Пруска (1803–1892), дъщеря на пруския крал Фридрих Вилхелм III (1770 – 1840) и херцогиня Луиза фон Мекленбург-Щрелиц (1776 – 1810), дъщеря на велик херцог Карл II фон Мекленбург (1741 – 1816) и принцеса Фридерика Каролина Луиза фон Хесен-Дармщат (1752 – 1782). Тя е внучка по баща на великата княгиня Елена Павловна от Русия (1784 – 1803), дъщеря на руския цар Павел I (1754 – 1801) и принцеса София Доротея фон Вюртемберг/Мария Фьодоровна (1759 – 1828). Наречена е на баба ѝ пруската кралица Луиза фон Мекленбург-Щрелиц. Сестра е на Фридрих Франц II (1823 – 1883), велик херцог на Мекленбург-Шверин (1842 – 1883), и на херцог Фридрих Вилхелм Николаус (1827 – 1879).
Луиза се омъжва на 20 октомври 1849 г. в Лудвигслуст за принц (от 1867 княз) Хуго фон Виндиш-Грец (* 26 май 1823, Виена; † 26 ноември 1904, дворец Хаасберг), вторият син на граф/киняз Верианд Алоиз Леополд Улрих Йохан Паул Еремите фон Виндиш-Грец (1790 – 1867), който става 1. княз на Виндиш-Грец на 18 май 1822 г., и съпругата му принцеса Елеонора фон Лобковиц (1795 – 1876). Тя е първата му съпруга.
Луиза умира след кратко боледуване на 9 март 1859 г. на 34 години във Венеция и е погребана във Вагенсберг (на словенски: Bogenšperk, при Лития) при Лайбах (Любляна). Нейните дъщери живеят след смъртта ѝ в двора на чичо им Фридрих Франц II фон Мекленбург-Шверин. Съпругът ѝ Хуго фон Виндиш-Грец става 2. княз след баща му 1867 г. и шеф на младата линия на фамилията Виндиш-Грец и се жени втори път на 9 октомври 1867 г. в Теплице за принцеса Матилда Радзивиловна (* 16 октомври 1836; † 5 януари 1918).
- Луиза като дете с майка ѝ великата херцогиня Александрина и брат ѝ Фридрих Франц II , 1825
- Дворец Вагенсберг в Словения

## Деца
Луиза и Хуго фон Виндиш-Грец имат децата:
- Александрина Мария фон Виндиш-Грец (* 29 август 1850, Ком, Италия; † 12 юли 1933, замък Гонобиц), неомъжена
- Олга Мария Фридерика фон Виндиш-Грец (* 17 март 1853, Флоренция; † 26 декември 1934, замък Гонобиц), омъжена на 7 октомври 1876 г. в Хаасберг за граф Андреа Алоиз Мочениго (* 3 август 1850, Венице, Италия; † 26 февруари 1878, Венице)
- Хуго Верианд Александер Вилхелм Алфред фон Виндиш-Грец (* 17 ноември 1854, Флоренция; † 15 май 1920, дворец Хаасберг), 3. княз на Виндиш-Грец (1904 – 1920), женен на 16 май 1885 г. във Виена за принцеса Кристина фон Ауершперг (* 26 февруари 1866; † 12 юли 1962); имат 11 деца
- Мария Габриела Ернестина Александра фон Виндиш-Грец (* 11 декември 1856, Виена; † 9 юли 1929, Лудвигслуст), немско-австрийска археоложка, омъжена на 5 май 1881 г. в Шверин за първия си братовчед херцог Паул Фридрих фон Мекленбург-Шверин (* 19 септември 1852, Лудвигслуст; † 17 май 1923, Лудвигслуст), вторият син на чичо ѝ велик херцог Фридрих Франц II фон Мекленбург (1823 – 1883) и първата му съпруга принцеса Августа Ройс-Кьостриц (1822 – 1862).